# Alternaria citri
Alternaria citri är en svampart som beskrevs av Ellis & N. Pierce 1902. Alternaria citri ingår i släktet Alternaria och familjen Pleosporaceae.   Inga underarter finns listade i Catalogue of Life.